# Andrew Van Vranken Raymond
Pour les articles homonymes, voir Raymond.
Andrew Van Vranken Raymond (8 août 1854 – 5 avril 1918) était un ministre du culte presbytérien Américain, un éducateur et un auteur ; élevé dans la foi de l'Église Réformée Hollandaise dans le nord de l'État de New York. Il fut diplômé de l'Union College (Classe 1875), et fut pasteur à l'Église réformée hollandaise avant de devenir un ministre du culte Presbytérien. Plus tard il accepta la Présidence de l'Union College (1894-1907).  Il accepta une sollicitation de la First Presbyterian Church à Buffalo, NY où il servit jusqu'à son décès.